# Bistum Lindsey
Das Bistum Lindsey (lat.: Dioecesis Syddensis) war eine im heutigen Vereinigten Königreich gelegene römisch-katholische Diözese mit Sitz in Lindsey. 

## Geschichte
Das Bistum Lindsey wurde im Jahre 680 aus Gebietsabtretungen des Bistums Lichfield errichtet. Erster Bischof des Bistums Lindsey wurde Eadhæd; es gibt Vermutungen, dass das Stow Minster eine der ersten Bischofskirchen war. Im Jahre 971 wurde der Bischofssitz infolge von Angriffen dänischer Wikinger von Lindsey nach Dorchester verlegt und der Titel in Bischof von Dorchester geändert. 
Das Bistum Lindsey war dem Erzbistum Canterbury als Suffraganbistum unterstellt. Im Jahr 1969 wurde das Bistum Lindsey als Titularbistum Sidnacestre wiedererrichtet.